# Hydrocharides

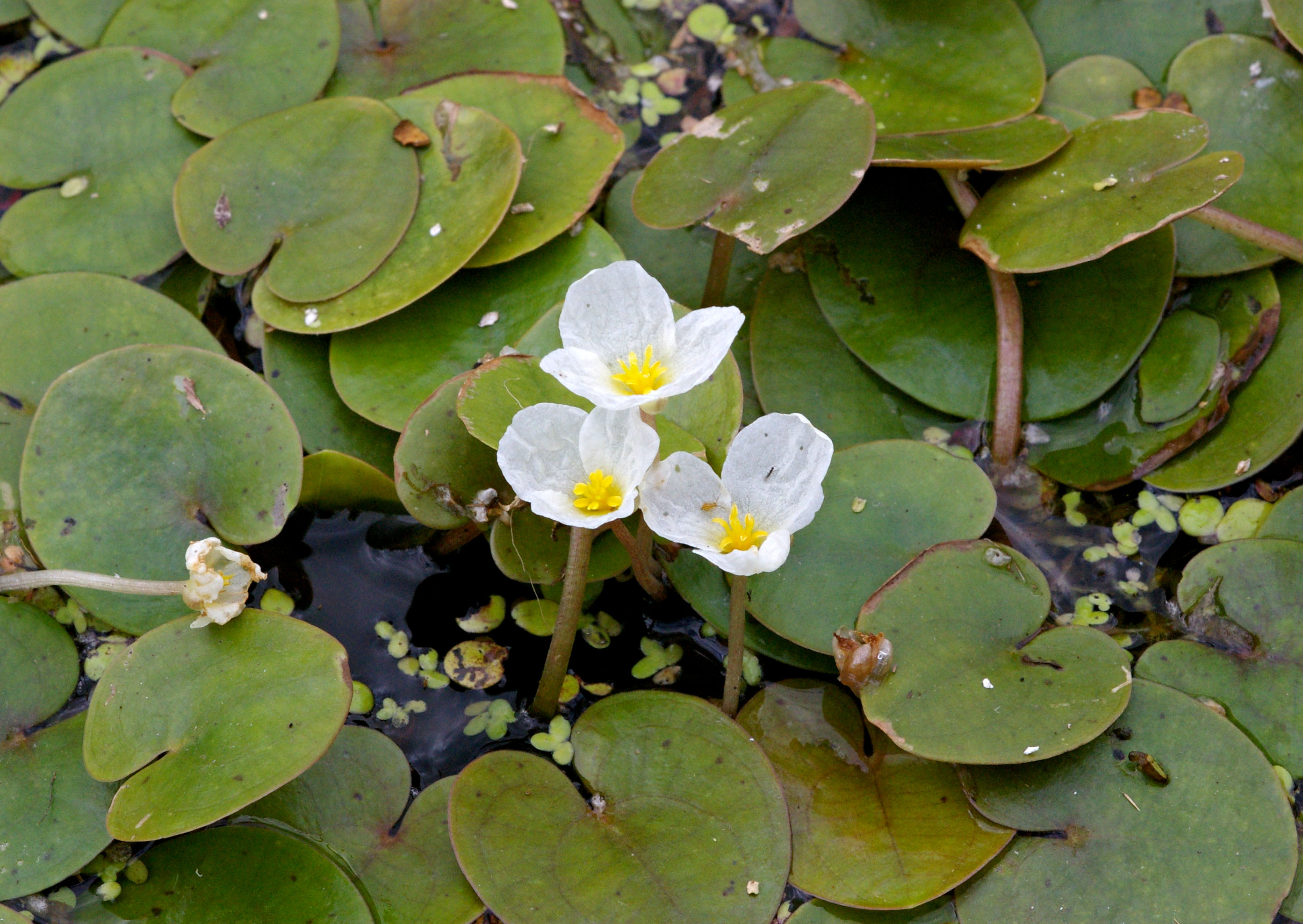
Hydrocharis

Hydrocharides, na classificação taxonômica de Jussieu (1789), é uma ordem botânica da classe Monocotyledones com estames epigínicos (quando os estames se inserem acima do nível do ovário).
Apresenta os seguintes gêneros:
- Vallisneria, Stratiotes, Hydrocharis, Nynphaea, Nelumbium, Trapa, Proserpinaca, Pistia.